# Tmesisternus sylvanicus
Tmesisternus sylvanicus là một loài bọ cánh cứng trong họ Cerambycidae.